# Slani možje
Slani možje so bili odkriti v rudnikih soli v Čehrabadu v severozahodnem Iranu. Do leta 2010 je bilo odkritih šest mož. Večina je umrla med delom v rudniku v podorih rudniških galerij. Glava in leva noga Slanega moža 1 je razstavljena v Nacionalnem muzeju Irana v Teheranu.

## Odkritje
Pozimi 1993 so rudarji odkrili truplo moža z dolgimi lasmi in brado in nekaj njegovih ostankov, med njimi spodnji del noge v usnjenem škornju, tri železne nože, pol volnene hlačnice, srebrno iglo, pračo, dele usnjene vrvi, brus, oreh, nekaj fragmentov vzorčaste tkanine in nekaj zdrobljenih kosti. Truplo je bilo najdeno sredi približno 45 m dolgega rova. Leta 2004 so odkrili  ostanke drugega moža in med arheološkimi raziskavami istega leta  še dve dobro ohranjeni trupli. 
Iranska tiskovna agencija za kulturno dediščino je leta 2006 v sodelovanju z Nemškim muzejem za rudarstvo v Bochumu in leta 2007 z Univerzo v Oxfordu in švicarsko Univerzo v Zürichu sprožila temeljite raziskave najdišč. Raziskave sta podprli Deutsche Forschungsgemeinschaft in britanski finančni skladi.
Štiri trupla, vključno s truplom ženske in mladostnika, so prenesli v Arheološki muzej v Zanjanu. Šest trupel, ki so jih odkrili med kampanjo leta 2010 so pustili v rudniku. Odkrili so tudi tristo koščkov tkanin. Na nekaterih so se ohranile tudi barve in vzorci. Leta 2008 je iransko Ministrstvo za industrijo rudarstvo preklicalo dovoljenje za rudarjenje  v teh rudnikih.

## Raziskave
Datiranje več vzorcev kosti in tekstila s C14 je pokazalo, da je Slani mož 1 umrl pred približno 1.700 leti. S testiranjem vzorca las so ugotovili, da je imel krvno skupino B+.
Tridimenzionalno skeniranje, ki ga je opravila skupina znanstvenikov pod vodstvom  Džalala Džalala Šokuhija, je pokazalo zlome lobanje okoli očesa in druge poškodbe, ki so se zgodile pred smrtjo, in so bile posledica močnega udarca. Zlat uhan v levem ušesu je nakazoval, da je bil verjetno oseba iz višjega družbenega sloja. Razlog za njegovo prisotnost in smrt v rudniku soli v Čehrabadu ostaja skrivnost.
Trije Slani možje so umrli v partskem (247 pr. n. št.–224 n. št.) in sasanidskem (224–651 n. št.) in ahemenidskem obdobju (550–330 pr. n. št.).
Leta 2012 je bil objavljen podatek, da so v črevesju  2200 let stare mumije iz Čehrabada odkrili jajčeca  zajedavca iz rodu Taenia. Odkritje prinaša nove podatke o starodavni prehrani in kaže na uživanje surovega ali slabo prekuhanega mesa. Odkritje je tudi najzgodnejši dokaz o starodavnih črevesnih zajedavcih v Iranu in  na Bližnjem vzhodu.